# Рада Панчовска
Рада Стоянова Панчовска е българска поетеса, преводачка от испански език и издателка.

## Биография
Родена е на 16 август 1949 г. в Оборище. Завършва гимназия в Панагюрище (1967) и българска филология с втора специалност руски език и факултативно испански в Софийския държавен университет (1973).
Работи във вестник „Оборище“ (Панагюрище) (1973), както и в Института за български език към БАН (1974–1977).
Дебютира с преводен разказ от Василий Шукшин във вестник „Студентска трибуна“ (№ 22–23, 1976) и със стихотворенията „Заслон“ и „Съвети“ във вестник „Литературен фронт“ (1976, № 10).
Член е на Сдружението на българските писатели и на Съюза на преводачите в България. Член-основател е на Свободно поетическо общество и на Асоциацията на испанистите в България.
Нейното издателство „Проксима-РП“, основано през 1999 г., е специализирано в представянето на български на едни от най-добрите поети от испаноезичния свят: Алфонсина Сторни („Поезия“), Густаво Адолфо Бекер („Рими и легенди“), Хосе Емилио Пачеко („Поезия“), Анхел Гинда („Алчен живот“), Рафаел Леон („Ла Консула“), Луис Росалес („Поезия“), Антонио Гамонеда („Поезия“), Луис Фелипе Виванко, („Поезия“), Хорхе Луис Борхес („Поетическа антология 1923–1977“) и много други, обикновено в превода на самата Рада Панчовска.
Умира на 27 април 2022 г. в София.

## Произведения
Поетичният дебют на Рада Панчовска е в сборника „Смяна '81: поезия, белетристика, критика“ („Народна култура“, 1981).
Следват стихосбирките:
- „Всеки ден“, „Народна младеж“, 1984
- „На белия свят“, „Нов Златорог“, 1992
- „Кратки срещи“, „Литературен форум“, 1993
- „Убягващи впечатления“, „Свободно поетическо общество“, 1994
- „Аритмии“, „Иван Вазов“, 1996
- Приписка към антологията на съвременна испанска поезия „Гласове на жени“, „Свободно поетическо общество“, 1997
- „50 стихотворения“, „Издателско ателие Аб“, 1999
- „50 стихотворения: избрани стихотворения“ (двуезично – на български и испански – в сътрудничество с Мария Виктория Атенсия), „Стигмати“, 2001
- „Анонимният успех“, „Стигмати“, 2001
- „Обратно броене“, „Жанет 45“, 2007
- „Стени и мостове“[4], „Смол Стейшънс прес“, 2011
- „Космически елегии“[5], „Сонм“, 2018